# Ballote
Cet article possède un paronyme, voir ballotte.
Ballota nigra
Espèce
Répartition géographique
Classification APG III (2009)
Synonymes
- Marrubium nigrum (L.) Garsault
- Ballota foetida Lam.
- Ballota sordida Salisb.
- Stachys ballota Kuntze
- Ballota velutina Posp.
- Ballota sepium Paulet ex Pers.
- Ballota urticifolia Ortmann ex Nestl.
- Ballota aristata Rchb.
- Ballota ampliata Willd. ex Steud.
- Ballota hirta Steud.
- Ballota rubra Schrad. ex Steud.
- Ballota bracteosa Ball
- Ballota submitis (Borbás) Borbás

La Ballote, Ballote noire ou Ballote fétide (Ballota nigra), est une espèce de plantes à fleurs de la famille des Lamiacées. C'est une plante herbacée très commune en France et en Europe. On la retrouve également en Amérique du Nord, en Asie occidentale et Afrique septentrionale. Ses fleurs sont pourpres et odorantes. Son utilisation remonte à l'Antiquité en raison de ses vertus médicinales, notamment anxiolytiques et spasmolytiques, et a suscité de nombreuses recherches et études cliniques.

## Phytonymie
Le nom scientifique Ballota vient du βάλλωδ (ballo, rejeter, en raison de l'odeur de la plante perçue comme fétide par certains), ou de βάλλειν (ballein, repousser allusion au caractère vivace de la plante). L'épithète spécifique nigra pourrait faire référence à la couleur noire des feuilles séchées ou des fruits.
La plante porte aussi les noms vernaculaires de marrube noir ou marrube puant, en raison de sa confusion avec un genre voisin, Marrubium.

## Description générale

### Appareil végétatif
La Ballote est une plante herbacée, vivace, à croissance rapide et de 30 à 85 cm de haut, ce qui permet de la distinguer du Lamier pourpre qui n'atteint pas cette taille, présente des teintes pourpres sur les feuilles, et ses feuilles et ses fleurs sont moins régulièrement réparties sur la tige. Les tiges rameuses, tétragones et velues, sont feuillées jusqu'à base. Les feuilles opposées, tomenteuses, d'un vert sombre légèrement grisé et à pétiole court (40 mm). Elles ne dépassent pas 5 cm de long et 3,5 cm de large. Le limbe est ovale ou arrondi, à bords irrégulièrement crénelés et présente une nervation marquée au niveau de la face inférieure (feuille gaufrée),. Froissée, il émane de la plante une forte odeur perçue par certains comme nauséabonde et qui rappelle le moisi ; sa saveur est âcre et amère.

### Appareil reproducteur
Les fleurs presque sessiles éclosent durant tout l'été, à partir de juin jusqu'en septembre, de façon successive. Les fleurs sont hermaphrodites et la floraison est protandre, c'est-à-dire que dans une fleur, les anthères sont matures avant que le stigmate devienne réceptif. Elles sont groupées en glomérules axillaires compacts (glomérules unilatéraux de plus de 3 fleurs à l'aisselle des feuilles), et possèdent une palette de couleur allant du pourpre au rose, exceptionnellement blanche. 
Le calice, brun et velu, est en forme d'entonnoir, avec 10 nervures et 5 dents pliées en long, longues de 2-2,5 mm, avec un mucron spinescent, une pointe dure et raide. 
La corolle est bilabiée : la lèvre supérieure, dressée et velue extérieurement, est repliée en gouttière de façon longitudinale et abrite les quatre étamines ainsi que le style ; l'inférieure, déployée horizontalement et denticulée, est constituée d'un large lobe médian et de deux lobes latéraux plus petits. Les filets des étamines sont parallèles, et les anthères, petites et jaunes, libèrent le pollen à travers des fentes de déhiscence longitudinales ; le gynécée est typique des Lamiacées ; l'ovaire est entouré d'une glande nectarifère, ce qui fait que la fleur est dite mellifère et appréciée des abeilles. 
Les fruits sont des akènes à dissémination barochore. Les graines de la plante étant lourdes et de grande taille, elles auront tendance à rester proches de la plante-mère.

### Sous-espèces
Sous-espèces  :
- Ballota nigra subsp. anatolica P.H.Davis - Iran, Turquie
- Ballota nigra subsp. anomala Greuter - Grèce
- Ballota nigra subsp. foetida (Vis.) Hayek - Europe centrale et sud de l'Europe; naturalisée en Suède, Ukraine, à Chypre, en Turquie, Argentine
- Ballota nigra subsp. kurdica P.H.Davis - Iran, Irak, Turquie
- Ballota nigra subsp. nigra - sud de l'Europe, Grande-Bretagne, Suède, Caucase, Iran, Turquie; naturalisée en Belgique, Nouvelle-Zélande, Argentine
- Ballota nigra subsp. ruderalis (Sw.) Briq. - région méditerranéenne; Îles Canaries, Madère, Açores
- Ballota nigra subsp. sericea (Vandas) Patzak - Albanie, Macedonie, Grèce
- Ballota nigra subsp. velutina (Posp.) Patzak - Slovenie, Croatie; naturalisée en Argentine

## Écologie
On retrouve la Ballote particulièrement en méditerranée occidentale, même si elle est répandue dans la quasi-totalité de l'Europe. Elle serait originaire des rocailles et steppes péri-méditerranéennes et proches orientales puis se serait propagée en suivant l'extension des constructions humaines . C'est une plante rudérale qui se porte bien dans les friches vivaces eutrophes, mésohydriques, ensoleillées, ainsi qu'aux bords des chemins. Très commune en France, cette plante nitrophile est relativement rare en Belgique 
La pollinisation de la ballote est entomogame, c’est-à-dire qu’elle est pollinisée par des insectes. La ballote fait partie de la famille des Lamiacées, dont les fleurs se font typiquement butiner par des abeilles à longue langue. La rophite à cinq épines, par exemple, est spécialisée dans cette famille et visite surtout les fleurs de la ballote 

## Propriétés
Cette plante présenterait des propriétés anxiolytiques et antidépressives, c'est pourquoi elle permettrait de lutter contre la nervosité, l'anxiété, les angoisses, la dépression ainsi que les troubles nerveux notamment chez les femmes au moment de la ménopause. Elle possède aussi des attributs contre les spasmes digestifs et les quintes de toux (antispasmodique) . La Ballote constitue également un sédatif et un cholérétique.
Les dérivés phénylpropaniques qu'elle contient ont un effet antioxydant, et nombre d'entre eux savent se lier, avec plus ou moins d'affinité, aux récepteurs de la dopamine, de la morphine et des benzodiazépines , par conséquent et puisqu'elle est dénuée de toxicité, il est possible d'employer la Ballote comme alternative aux benzodiazépines.
On peut l'utiliser chez les enfants et, pour une synergie d'action, la Ballote peut être associée au magnésium.

## Utilisations
Traditionnellement, et ce depuis l'Antiquité, la Ballote était utilisée comme vermifuge, antiémétique, sédatif, et astringent doux. Elle était également employée pour diminuer le vomissement, et au début du XVIIe siècle, pour soigner des troubles nerveux tels que la dyspepsie ou des troubles du sommeil en réduisant la nervosité. C'est au début de ce siècle que H. Leclerc l'emploie comme antispasmodique, pour soulager  les crampes et maux d'estomacs, et dans le traitement de différents états de perturbations psychique, particulièrement contre l'anxiété. 
En phytothérapie, on utilise les sommités fleuries qui sont récoltées au moment de la floraison. Les premiers travaux chimiques et pharmacologiques ont été accomplis dans les années 1930 par J. Balansard, mettant en évidence des hétérosidiques phénylpropanoïques responsables d'une activité significative de type antidépresseur accompagnée d'un effet sédatif. 
À la dose recommandée, aucun effet indésirable n'est à signaler, néanmoins, certains auteurs recommandent de l'utiliser prudemment ou sur une courte durée car elle contient des diterpènes labdaniques. Enfin, elle est déconseillée chez la femme enceinte en raison de son ancienne utilisation en tant qu'emménagogue .

## Aspect culturels et historiques
Dans la Grèce antique, les sommités fleuries (fleur plus petite partie de la tige) étaient employées en pharmacologie pour leurs propriétés antitussives en usage interne et de cicatrisation en usage externe. 
Au XIXe siècle, on utilisait la Ballote pour réguler les troubles de l'humeur. De nos jours, il est affirmé par certains que la Ballote noire possède des propriétés en tant que sédatifs, anxiolytiques et antispasmodiques.